# كاجيوارا كاغيتوكي
كاجيوارا كاغيتوكي (باليابانية: 梶原 景時، بالروماجي: Kajiwara Kagetoki)، هو محارب ياباني قاتل في حرب غينبيه إلى جانب ميناموتو ضد قبيلة تايرا، وجاسوس يعمل لصالح ميناموتو نو يوريتومو، إشتهر بجشعه وخيانته.

## حرب غينبيه
يعود أصله إلى مقاطعة سوروغا [الإنجليزية]، دخل حرب غينبيه إلى جانب قوات تايرا بقيادة اوبا كاغيتشيكا [الإنجليزية] ضد ميناموتو، بعد إنتصار قوات تايرا في معركة إيشيباشي-ياما عام 1181، تم إرساله للحاق بيوريتومو المنسحب، لكن عندما قابله غير رأيه وإنضم إلى قوات ميناموتو، بعد ثلاث سنوات، قاد كاغيتوكي جزء من قوات ميناموتو نو يوشيتسونيه بأمر من يوريتومو لمحاربة ابن عمه المتمرد يوشيناكا ومن ثم القتال ضد تايرا.
لكونه جزء من قوات يوشيتسونيه، كان ينقل تقارير ليوريتومو عن تصرفات شقيقه يوشيتسونيه، تزيد من شكوك يوريتومو وعدم ثقته بأخيه، في معركة ياشيما قام بتزويد يوشيتسونيه بعدد من القوارب ثم إقترح عليه أن يضيف للسفن مجاذيف عكسية تساعد على الهروب إلى الخلف بسرعة، لكن يوشيتسونيه رفض هذا بشدة وأهان كاغيتوكي بقوله إن هذا تصرف جبان، وإنطلاقاً من هذا الحدث وحتى وفاة يوريتومو، فعل كاغيتوكي كل يمكنه لإثارة الخلاف بين الإخوة والبلاط الحاكم، وأدت إفتراءاته المزعومة إلى قيام يوريتومو بتوجيه تهمة التآمر ضد أخيه الأصغر يوشيتسونيه، مما سيؤدي إلى نفي وموت يوشيتسونيه فيما بعد.
حتى مع نجاح حكومة الشوغونية التي أسسها يوريتومو استمر كاغيتوكي بإثارة الفتن وخلق التوترات في البلاط الحاكم، فإتهم «يوكي توموميتسو» بالتآمر ضد ميناموتو نو يورييه [الإنجليزية] الشوغون الثاني بعد يوريتومو، حتى إتفق عدد من أعضاء البلاط الحاكم على قتله فذهبوا خلفه في النهاية إلى مقاطعة سوروغا [الإنجليزية]، وفي عام 1200 هزم كاغيتوكي ومات منتحراً مع إبنه وعدد من أفراد إسرة كاجيوارا.